# Ruslan Wladislawowitsch Bykanow
Ruslan Wladislawowitsch Bykanow (russisch Руслан Владиславович Быканов, englische Transkription: Ruslan Bykanov, * 20. Oktober 1992 in Sankt Petersburg) ist ein russischer Beachvolleyballspieler.

## Karriere
Bykanow spielte von 2009 bis 2011 an der Seite von Andrei Bolgow auf mehreren Jugend- und Juniorenmeisterschaften und gewann 2009 bei der U19-Weltmeisterschaft in Alanya die Silbermedaille. Mit Sergey Kostyukhin gewann er 2011 bei der U23-Europameisterschaft in Porto die Bronzemedaille. 2012 spielte er mit Wjatscheslaw Krassilnikow in Moskau seinen ersten Grand Slam auf der World Tour. Das Duo wurde außerdem Fünfter der U23-Europameisterschaft in Assen. 2013 spielte Bykanow an der Seite von Jaroslaw Ostrachowski und Jaroslaw Koschkarjow, mit dem er im Januar 2014 das CEV-Satellite-Turnier in Anapa gewann. Mit Grigori Gontscharow nahm er sieglos an der Europameisterschaft 2014 in Quartu Sant’Elena teil. 2014 war Nikita Ljamin sein Partner auf der World Tour.
2015 war Maxim Chudjakow Bykanows Partner. Von 2016 und bis Juli 2017 war er wieder mit Jaroslaw Koschkarjow aktiv, bevor er von August 2017 bis August 2019 wieder an der Seite von Maxim Chudjakow spielte und die FIVB-Turniere in Alanya und in Agadir gewann. Mit Walerij Samodaj nahm er sieglos an der Europameisterschaft 2019 in Moskau teil. Von 2019 bis 2021 war Alexander Licholetow Bykanows Partner auf der FIVB World Tour und auf nationalen Turnieren. Licholetow/Bykanow nahmen auch an den Europameisterschaften 2020 in Jūrmala und 2021 in Wien teil.

## Privates
Bykanow ist seit 2017 mit der Volleyball-Nationalspielerin Natalja Malych verheiratet, mit der er seit 2020 ein Kind hat.